# Mastigostyla candaravensis
Mastigostyla candaravensis är en irisväxtart som beskrevs av Pierfelice Ravenna. Mastigostyla candaravensis ingår i släktet Mastigostyla och familjen irisväxter. Inga underarter finns listade i Catalogue of Life.